# Manuel Alonso de Areyzaga
Manuel Alonso de Areyzaga, tenista e ingeniero de caminos español, nacido el 12 de noviembre de 1895 en San Sebastián y fallecido el 12 de octubre de 1984 en Madrid primero en tener una proyección internacional y el primer tenista español en formar parte del Hall of Fame del tenis mundial en 1977.

## Biografía
Nació en San Sebastián el 12 de noviembre de 1895 en el seno de una acomodada familia donostiarra con gran tradición deportiva. Su padre fue uno de los introductores del deporte del tenis en la ciudad de San Sebastián y los hermanos de Manuel fueron también grandes tenistas, especialmente su hermano mayor José María, que se proclamó campeón de España en 1912 Su hermano José María sería su habitual pareja de dobles durante muchos años. 
En su juventud Manuel destacó como un deportista multidisciplinario. Se desempeñó brillantemente en esquí, remo y hockey sobre hierba, además del tenis. Durante su etapa como estudiante de ingeniería de caminos en Madrid fue campeón de la Copa del Rey de hockey sobre hierba en 3 ocasiones con el Athletic de Madrid, además de jugador internacional en esta disciplina.
Tras ser campeón de España juvenil; en 1915, 1919 y 1920, Manuel Areyzaga se proclamó campeón de España de tenis. 
En 1921 se graduó como ingeniero de caminos. 

### Wimbledon
El reconocimiento mundial de Alonso en el mundo del tenis llegó en su debut en el Torneo de Wimbledon de 1921. En aquella edición Alonso alcanzó la final del "Torneo de aspirantes", cuyo ganador obtenía el derecho de desafiar al vigente campeón, tras obtener una gran victoria sobre el japonés Zenzo Shimizu en un partido a cinco sets 3-6, 7-5, 3-6, 6-4, 8-6. En la final cayó ante el sudafricano Brian Norton en otro magnífico partido que acabó con el resultado 5-7, 4-6, 7-5, 6-3, 6-3. Alonso ganaba por dos sets a cero y 5-3 en el tercer set cuando desaprovechó dos «matchballs» y terminó perdiendo el partido, a consecuencia de una llaga en su mano. Alonso repitió participación en las ediciones de 1922 y 1924, pero no pudo pasar de las primeras rondas.
Bill Tilden escribió lo siguiente sobre Alonso a principios de la década de 1920 

Seldom have I seen such wonderful natural abilities as are found in this young Spaniard [...] Alonzo has a terrific forehand drive that is the closest rival to W. M. Johnston's of any shot I have seen [...] His overhead is at once severe, deadly and reliable. He smashes with speed and direction. It is not only in his varied stroke equipment that Alonzo is great but in his marvellous footwork. Such speed of foot and lightning turning I have never before seen on a tennis court [...] I look to see Alonzo, who today loses matches through lack of resource, become by virtue of experience and tournament play the greatest player on the continent."

### Participaciones Olímpicas
Manuel Alonso participó en dos ediciones de los Juegos Olímpicos de Verano. En los Juegos Olímpicos de Amberes de 1920, siendo todavía un desconocido en el ámbito internacional alcanzó los cuartos de final del torneo individual tras derrotar al checo Jaroslav Just y a los británicos Max Woosnam y Alfred Beamish. Cayó ante otro representante británico, Oswald Turnbull. También participó en el torneo de dobles, haciendo pareja con su hermano José María como compañero, pero no pasó de la primera ronda. 
En París 1924 Manuel Alonso repitió doble participación olímpica, siendo en esta edición ya un jugador conocido internacionalmente. En el torneo individual llegó hasta octavos de final donde fue eliminado por el futuro medallista de oro, el estadounidense Vincent Richards. En el torneo de dobles haciendo pareja con su hermano, llegó hasta cuartos, donde la pareja norteamericana formada por el Richards y Frank Hunter se cruzó en su camino. Los americanos también fueron campeones olímpicos.
En Ámsterdam 1928 el tenis quedó fuera del programa olímpico.

### Copa Davis
En 1921 Manuel Alonso y el Conde de Gomar formaron el primer equipo de Copa Davis de España en la historia. Fue Alonso, el que consiguió el primer punto en el debut español en este torneo al vencer al británico Gordon Lowe en el intrascendente cuarto partido de la eliminatoria contra el Reino Unido, con la que España debutó y fue eliminada por 4-1.
En la edición de 1922 tras vencer a la India, el equipo español se plantó en la fase final disputada en agosto en Filadelfia donde cayeron eliminados en la final de aspirantes ante Australia por 4-1. La pareja compuesta por Alonso y el Conde de Gomar (Manuel Pérez Seoane) eran conocidos en el mundillo del tenis como "Los Dos Manolos", una referencia a la pareja americana de Copa Davis de los "Two Bills", "Big Bill" Tilden y "Little Bill" Johnston. Esta sería la mejor actuación de España en este torneo hasta que en 1965 lograra alcanzar la final por primera vez. 
En 1923 no participó en la Copa Davis ya que se había trasladado a vivir a Estados Unidos, pero si en las ediciones de 1924 y 1925, en las que compartió equipo entre otros con su hermano José María. Entre junio y julio de 1924 realizó una gira por Europa para disputar la eliminatoria contra Gran Bretaña de la Copa Davis en suelo inglés, el Torneo de Wimbledon y posteriormente los Juegos Olímpicos de París. En la edición de 1925 Alonso volvió a tomar parte, pero curiosamente España formó parte en esta edición del grupo americano y disputó todos sus eliminatorias en este continente, en Cuba, en México y en Estados Unidos ante Japón.
Desde la edición de 1925 Alonso dejó de jugar habitualmente en el equipo de Copa Davis, aunque volvió en otra dos ediciones más, ya en el ocaso de su carrera; tomando parte en los torneos de 1931 y 1936, en los que España cayó derrotada en la primera eliminatoria. La Davis de 1936 en la que Alonso ya contaba con 40 años de edad fue el último torneo importante en el que tomó parte y a partir del cual se retiró definitivamente de las pistas de tenis. Es el tenista español con más edad que ha disputado un partido de Copa Davis al hacerlo con 40 años y 163 días.

### Alonso en Estados Unidos
Tras la celebración en Filadelfia de la eliminatoria de la Copa Davis de 1922 entre Australia y España los hermanos Alonso Areyzaga recibieron una oferta de trabajo del empresario James W.Fuller III, quien había visto jugar a Manuel y se había enterado de que los hermanos tenistas españoles eran ingenieros de profesión. Los dos hermanos aceptaron la oferta de Fuller y se trasladaron a vivir a Estados Unidos, donde entraron a trabajar como ingenieros en la Fuller Company, empresa dedicada a la fabricación de cintas transportadoras. Manolo solo trabajó un año en la empresa y fichó a continuación por la American Locomotive Company (Alco) donde se asentó y siguió trabajando el resto de su vida laboral y donde llegó a ocupar una de las vicepresidencias a partir de 1950.
Tras trasladarse a vivir a Estados Unidos Alonso siguió jugando al tenis en el circuito americano. Al establecer su residencia en Estados Unidos fue elegible para los rankings americanos. Jugó de forma regular el Abierto de Estados Unidos hasta 1936, salvo en la edición de 1924 y las cuatro entre 1929 y 1932. En las ediciones de 1922, 1923, 1925 y 1927 llegó hasta los cuartos de final. Durante tres años se mantuvo en el Top Ten del ranking americano. Fue 4º en 1925 y 1927 y 2º en 1926. En 1927 el periodista Wallis Myers del The Daily Telegraph le clasificó como el 5º mejor tenista mundial. Mantuvo una gran amistad con el considerado mejor tenista de la época, Bill Tilden con el que se llegó a enfrentar en 15 finales a lo largo de diferentes torneos por el país entre 1923 y 1927. Alonso fue capaz de vencer a Tilden en las finales del torneo de Chicago en 1923 y Búfalo en 1924.
Durante su estancia en los Estados Unidos frecuentó también a estrellas del cine como Charles Chaplin –gran aficionado al tenis-, Douglas Fairbanks o Mary Pickford.
En 1967 la Federación Española de Tenis creó el Campeonato de España infantil Manuel Alonso, que más tarde se convirtió en el «Memorial Manuel Alonso» tras la muerte del tenista.
En 1977 se convirtió en el primer tenista español en ser incorporado al Tennis Hall of Fame.
En 1982 sufrió una embolia cerebral que le dejó paralizado y falleció dos años más tarde en la clínica La Concepción de Madrid. Su fecha de fallecimiento difiere según las fuentes entre el 11 de octubre y el 12 de octubre de 1984.

## Enlaces
- International Tenis Hall of Fame